# Canal de l'Ourcq
Canal de l’Ourcq er en fransk kanal, der oprindeligt blev konstrueret til at føre drikkevand til Paris. Kanalen tager sin begyndelse i Mareuil-sur-Ourcq i departementet Oise og løber herefter 96,6 km, indtil den udmunder i Bassin de la Villette i Paris. Sammen med Canal Saint-Denis og Canal Saint-Martin udgør de det samlede kanalnet i Paris.
Arbejdet med kanalen blev startet i 1802 og afsluttet i 1825.
Udover at sikre drikkevandsforsyningen til Paris, virker kanalen også som transportvej for godstransport.